# Vakhtang Ier de Gourie

Vakhtang Ier de Gourie (Vakhtang Ier Gurieli géorgien : ვახტანგ I გურიელი; mort en 1587), de la maison Gouriel, est prince de Gourie de 1583 à 1587. Il règne sur la Gourie un petit état du sud-ouest de la Géorgie comme « prince client » de Mamia IV Dadiani, prince de Mingrélie, qui a déposé Giorgi II Gurieli. Vakhtang est l'un des bienfaiteurs du monastère de Shemokmedi, la principale cathédrale de Gourie.

## Biographie
L'origine familiale du Gouriel Vakhtang, est peu documentée. La chronique du prince Vakhoucht Bagration l'une des principales sources  pour le début de l'histoire moderne de la Géorgie le désigne comme « qui était de la famille des Gouriels », dans élucider sa parenté. Les documents contemporains suggèrent qu'il devait être un fils de Rostom de Gourie et un frère de Giorgi II Gurieli, une ascendance acceptée en majorité par les chercheurs géorgiens. De son côté l'historien Cyrille Toumanoff le considère comme un fils de Giorgi II Gurieli.
Vakhtang est installé comme prince-régnant de Gouria par le souverain voisin, Mamia IV Dadiani, prince de Mingrélie, qui avait envahi la Gourie et expulsé son beau-frère Georges II Gurieli en 1583. Avant sa nomination, Vakhtang était en possession le canton de Kobuleti. Georges II Gurieli s'enfuit à Constantinople solliciter l'appui de l' Empire Ottoman. Il réside dans la cité de Gonio sous le contrôle des troupes ottomanes en 1587, quand Vakhtang meurt, permettant ainsi à Georges Gurieli de réclamer la Gourie avec l'aide du gouvernement ottoman,.
Vakhtang est inhumé dans l'église de la Transfiguration du monastère de Shemokmedi qui avait fait édifier. Il épouse en 1583, Thamar (née en 1561), une fille de Kai-Khosrov II Jakéli, atabeg de Samtskhe, et ancienne épouse d'un noble Kaikhosro Oravzhandashvili. Veuve elle se remarie avec Mamouka/Manuchar Ier Dadiani en 1592. Vakhtang a un fils :
- Kaïkhosro Ier (mort en 1660), Prince de Gourie (1626–1658);